# Glandularia tenera
Glandularia tenera är en verbenaväxtart som först beskrevs av Spreng., och fick sitt nu gällande namn av Cabrera. Glandularia tenera ingår i släktet Glandularia och familjen verbenaväxter. Inga underarter finns listade i Catalogue of Life.